# Panzerfaust (Band)
Panzerfaust ist eine 2005 gegründete Black-Metal-Band aus Mississauga, Ontario, Kanada.

## Geschichte
Panzerfaust wurde im Jahr 2005 in Mississauga, Ontario gegründet und bestand ursprünglich aus Sänger Goliath, Gitarrist Kaizer, Bassist Morbid und Schlagzeuger Lord Baphomet.
Die Band veröffentlichte im Zeitraum 2006 bis 2013 vier Alben. The Winds Will Lead Us... erschien ein Jahr nach der Gründung der Gruppe. The Dark Age of Militant Paganism folgte 2008.
Im Dezember 2010 spielte Panzerfaust als Vorband für Watain in Toronto, Ontario. Im Mai und Juni 2011 war Panzerfaust Vorband für Marduk bei ihrer Tournee durch Kanada und die USA.
2013 erschien ihr viertes Studioalbum Jehovah-Jireh: The Divine Anti-Logos, das vom Marduk-Bassisten Devo Andersson produziert und gemastert wurde. Außerdem war Panzerfaust Teilnehmer am Wacken Metal Battle in Kanada. Allerdings gewannen Crimson Shadows den Wettbewerb und flogen zum internationalen Finale beim Wacken Open Air. Zuvor war Panzerfaust im Vorprogramm von Einherjer in Kanada zu sehen.
Die Gruppe tourte im Mai und Juni 2014 im Vorprogramm von Abigail Williams durch die Vereinigten Staaten.
Panzerfaust erregte große Aufmerksamkeit, als die Musiker unmittelbar vor der Westboro Baptist Church urinierten und ein Foto ins Internet stellten. 2016 erschien die EP The Lucifer Principle. 
Im Zeitraum 2019 bis 2024 veröffentlichte Panzerfaust beim deutschen Label Eisenwald eine Serie von vier Alben unter dem übergreifenden Titel The Suns of Perdition. Zunächst erschien im Jahr 2019 das konzeptionell als Doppelalbum angelegte The Suns of Perdition – Chapter I: War, Horrid War, zu dem im Jahr 2020 der zweite Part The Suns of Perdition – Chapter II: Render Unto Eden folgte. 2022 wurde ein dritter Teil unter dem Titel The Suns of Perdition - Chapter III: The Astral Drain veröffentlicht. Den Abschluss bildete 2024 The Suns of Perdition - Chapter IV: To Shadow Zion.

## Musikstil und Texte
Chris „Cheese Dog“ Krovatin vom Revolver-Magazin beschreibt Panzerfaust als roh und azidisch mit „thrashender Wut und morbidem Tuckern“. Laut skullbone76 von Skullbanger klingt die Band, als käme sie aus Schweden. Ihr Stil sei eher atmosphärisch als brutal, Jehovah-Jireh: The Divine Anti-Logos weise jedoch beide Tendenzen auf. Er verglich die Musik mit Marduk und Gorgoroth, dennoch klinge Panzerfaust wie eine Band, die etwas Neues erschaffen habe. Bato vom Webzine Metal Revolution zufolge klingt die Musik nach der skandinavischen, insbesondere der norwegischen, Szene mit sehr wenigen kanadischen Referenzen.
Der Name der Band wurde aufgrund des starken Interesses an Militär- und Kriegsgeschichte des Gitarristen und des Schlagzeugers gewählt. Entsprechend war das frühe Material zum Großteil von entsprechenden Themen geprägt. Der Name der Band führte zu Anschuldigungen, dem NSBM-Umfeld anzugehören, was Kaizer als Nonsens bezeichnete. Mit Ephphatha entwickelte die Band sich in lyrischer Hinsicht zu einer philosophischeren, metaphysischeren, orthodoxeren Herangehensweise. Der Name des Albums bezieht sich auf das aramäische Wort Effata, das im Evangelium nach Markus vorkommt. Der Titel des vierten Albums, Jehovah-Jireh: The Divine Anti-Logos, bezieht sich auf die für die Opferung Isaaks vorgesehene Stelle im 1. Buch Mose. Die Texte sind laut Kaizer ebenso wichtig für die Musik wie die Instrumentation.

## Diskografie
- 2006: The Winds Will Lead Us…
- 2007: Panzerfaust / Totalus Necrum (Split)
- 2008: The Dark Age of Militant Paganism
- 2010: Bythos – Proarkhe (EP)
- 2011: Ephphatha (EP)
- 2013: Jehovah-Jireh: The Divine Anti-Logos
- 2013: A Meeting Place and Time auf Heart of Gold: A Tribute to Woods of Ypres
- 2016: The Lucifer Principle (EP)
- 2019: The Suns of Perdition – Chapter I: War, Horrid War
- 2020: The Faustian Pact (Single)
- 2020: The Suns of Perdition – Chapter II: Render Unto Eden
- 2022: The Suns of Perdition – Chapter III: The Astral Drain
- 2024: The Suns of Perdition – Chapter IV: To Shadow Zion